# Llista de topònims dels Alamús
Llista de topònims (noms propis de lloc) del municipi dels Alamús, al Segrià
Informació actualitzada per un bot. Els canvis manuals es perdran quan s'actualitzi!

## entitat singular de població
| imatge | Nom            | Ubicat a   | instància de                                   | Detalls                           | coordenades                                                       | Protecció                                  | Commons (més fotos) | Dades a WD                    |
| ------ | -------------- | ---------- | ---------------------------------------------- | --------------------------------- | ----------------------------------------------------------------- | ------------------------------------------ | ------------------- | ----------------------------- |
|        | Vensilló       | els Alamús | entitat singular de població                   | Estil: arquitectura popular 6 hab | 41° 36′ 07″ N, 0° 47′ 37″ E / 41.60205°N,0.793613°E 237 msnm      | bé integrant del patrimoni cultural català |                     | Modifica les dades a Wikidata |
|        | els Alamús     | els Alamús | entitat singular de població capital municipal | 782 hab                           | 41° 36′ 52″ N, 0° 44′ 23″ E / 41.61440867°N,0.73970357°E 215 msnm |                                            |                     | Modifica les dades a Wikidata |
|        | la Barceloneta | els Alamús | entitat singular de població                   | 11 hab                            | 41° 36′ 45″ N, 0° 44′ 40″ E / 41.61248889°N,0.74444444°E 228 msnm |                                            |                     | Modifica les dades a Wikidata |

## església
| imatge | Nom                     | Ubicat a   | instància de | Detalls | coordenades                                                          | Protecció                   | Commons (més fotos)    | Dades a WD                    |
| ------ | ----------------------- | ---------- | ------------ | ------- | -------------------------------------------------------------------- | --------------------------- | ---------------------- | ----------------------------- |
|        | Mare de Déu de Vensilló | els Alamús | església     |         | 41° 36′ 07″ N, 0° 47′ 35″ E / 41.6019318735024°N,0.793092070127803°E |                             |                        | Modifica les dades a Wikidata |
|        | Sant Martí dels Alamús  | els Alamús | església     |         | 41° 36′ 59″ N, 0° 44′ 22″ E / 41.616253°N,0.739435°E                 | bé cultural d'interès local | Sant Martí dels Alamús | Modifica les dades a Wikidata |

## granja
| imatge | Nom                | Ubicat a   | instància de | Detalls | coordenades                                                          | Protecció | Commons (més fotos) | Dades a WD                    |
| ------ | ------------------ | ---------- | ------------ | ------- | -------------------------------------------------------------------- | --------- | ------------------- | ----------------------------- |
|        | Granges del Robert | els Alamús | granja       |         | 41° 37′ 16″ N, 0° 43′ 05″ E / 41.6209830222335°N,0.718061864447892°E |           |                     | Modifica les dades a Wikidata |
|        | Granja Gomar       | els Alamús | granja       |         | 41° 34′ 54″ N, 0° 47′ 01″ E / 41.5817980539755°N,0.783509975389767°E |           |                     | Modifica les dades a Wikidata |
|        | Granja del Ferrer  | els Alamús | granja       |         | 41° 35′ 53″ N, 0° 48′ 07″ E / 41.5979598134306°N,0.802010304974101°E |           |                     | Modifica les dades a Wikidata |

## masia
| imatge | Nom                    | Ubicat a   | instància de | Detalls | coordenades                                                          | Protecció | Commons (més fotos) | Dades a WD                    |
| ------ | ---------------------- | ---------- | ------------ | ------- | -------------------------------------------------------------------- | --------- | ------------------- | ----------------------------- |
|        | Torre de Sant Jordi    | els Alamús | masia        |         | 41° 37′ 44″ N, 0° 44′ 01″ E / 41.6288456425007°N,0.733533839637745°E |           |                     | Modifica les dades a Wikidata |
|        | Torre de l'Egea        | els Alamús | masia        |         | 41° 35′ 17″ N, 0° 44′ 36″ E / 41.5880503675°N,0.74341396505533°E     |           |                     | Modifica les dades a Wikidata |
|        | Torre del Gea          | els Alamús | masia        |         | 41° 37′ 02″ N, 0° 43′ 49″ E / 41.6173187909262°N,0.730409079795389°E |           |                     | Modifica les dades a Wikidata |
|        | Torre del Juncar       | els Alamús | masia        |         | 41° 37′ 24″ N, 0° 43′ 21″ E / 41.6233227714473°N,0.722504483417231°E |           |                     | Modifica les dades a Wikidata |
|        | Torre del Llorenç      | els Alamús | masia        |         | 41° 35′ 22″ N, 0° 44′ 10″ E / 41.5895224051152°N,0.736218111542153°E |           |                     | Modifica les dades a Wikidata |
|        | Torre del Metge        | els Alamús | masia        |         | 41° 36′ 25″ N, 0° 44′ 45″ E / 41.606987187983°N,0.745903437365835°E  |           |                     | Modifica les dades a Wikidata |
|        | Torre del Peret        | els Alamús | masia        |         | 41° 35′ 22″ N, 0° 45′ 50″ E / 41.589348805203°N,0.76376306192107°E   |           |                     | Modifica les dades a Wikidata |
|        | Torre del Sebastià     | els Alamús | masia        |         | 41° 36′ 35″ N, 0° 43′ 53″ E / 41.6096468316069°N,0.731398167342292°E |           |                     | Modifica les dades a Wikidata |
|        | Torre del Secretari    | els Alamús | masia        |         | 41° 36′ 42″ N, 0° 44′ 28″ E / 41.6117554942254°N,0.741057000261658°E |           |                     | Modifica les dades a Wikidata |
|        | Torre del Valentí      | els Alamús | masia        |         | 41° 35′ 20″ N, 0° 44′ 28″ E / 41.5887712164893°N,0.741067025280883°E |           |                     | Modifica les dades a Wikidata |
|        | Torre dels Muntanyesos | els Alamús | masia        |         | 41° 35′ 48″ N, 0° 45′ 31″ E / 41.5967585659783°N,0.758473675140406°E |           |                     | Modifica les dades a Wikidata |
|        | Xalet de Cal Nato      | els Alamús | masia        |         | 41° 36′ 50″ N, 0° 44′ 28″ E / 41.613826969272°N,0.741056698945315°E  |           |                     | Modifica les dades a Wikidata |
|        | la Biona               | els Alamús | masia        |         | 41° 37′ 23″ N, 0° 43′ 41″ E / 41.6230016595358°N,0.728121190770064°E |           |                     | Modifica les dades a Wikidata |

## Misc
| imatge | Nom                           | Ubicat a                    | instància de      | Detalls                                            | coordenades                                            | Protecció                                  | Commons (més fotos) | Dades a WD                    |
| ------ | ----------------------------- | --------------------------- | ----------------- | -------------------------------------------------- | ------------------------------------------------------ | ------------------------------------------ | ------------------- | ----------------------------- |
|        | canal auxiliar d'Urgell       | Noguera Pla d'Urgell Segrià | canal de reg      | Desemboca: canal d'Urgell                          | 41° 42′ 28″ N, 0° 55′ 39″ E / 41.707651°N,0.927486°E   |                                            |                     | Modifica les dades a Wikidata |
|        | casa consistorial dels Alamús | els Alamús                  | casa consistorial |                                                    | 41° 36′ 56″ N, 0° 44′ 19″ E / 41.6156362°N,0.7385873°E |                                            |                     | Modifica les dades a Wikidata |
|        | creu de terme dels Alamús     | els Alamús                  | creu de terme     | Estil: escultura del Renaixement escultura barroca | 41° 37′ 17″ N, 0° 43′ 50″ E / 41.621505°N,0.730421°E   | bé integrant del patrimoni cultural català |                     | Modifica les dades a Wikidata |